# Agave victoriae-reginae
Az Agave victoriae-reginae az egyszikűek (Liliopsida) osztályának spárgavirágúak (Asparagales) rendjébe, ezen belül a spárgafélék (Asparagaceae) családjába tartozó faj.

## Előfordulása
Az Agave victoriae-reginae eredeti előfordulási területe Mexikó északkeleti része. Az északkeleti Chihuahua és Tamaulipas államoktól kezdve, délfelé egészen Mexikóvárosig.

## Alfajai
- Agave victoriae-reginae subsp. swobodae Halda
- Agave victoriae-reginae subsp. victoriae-reginae T.Moore

## Képek

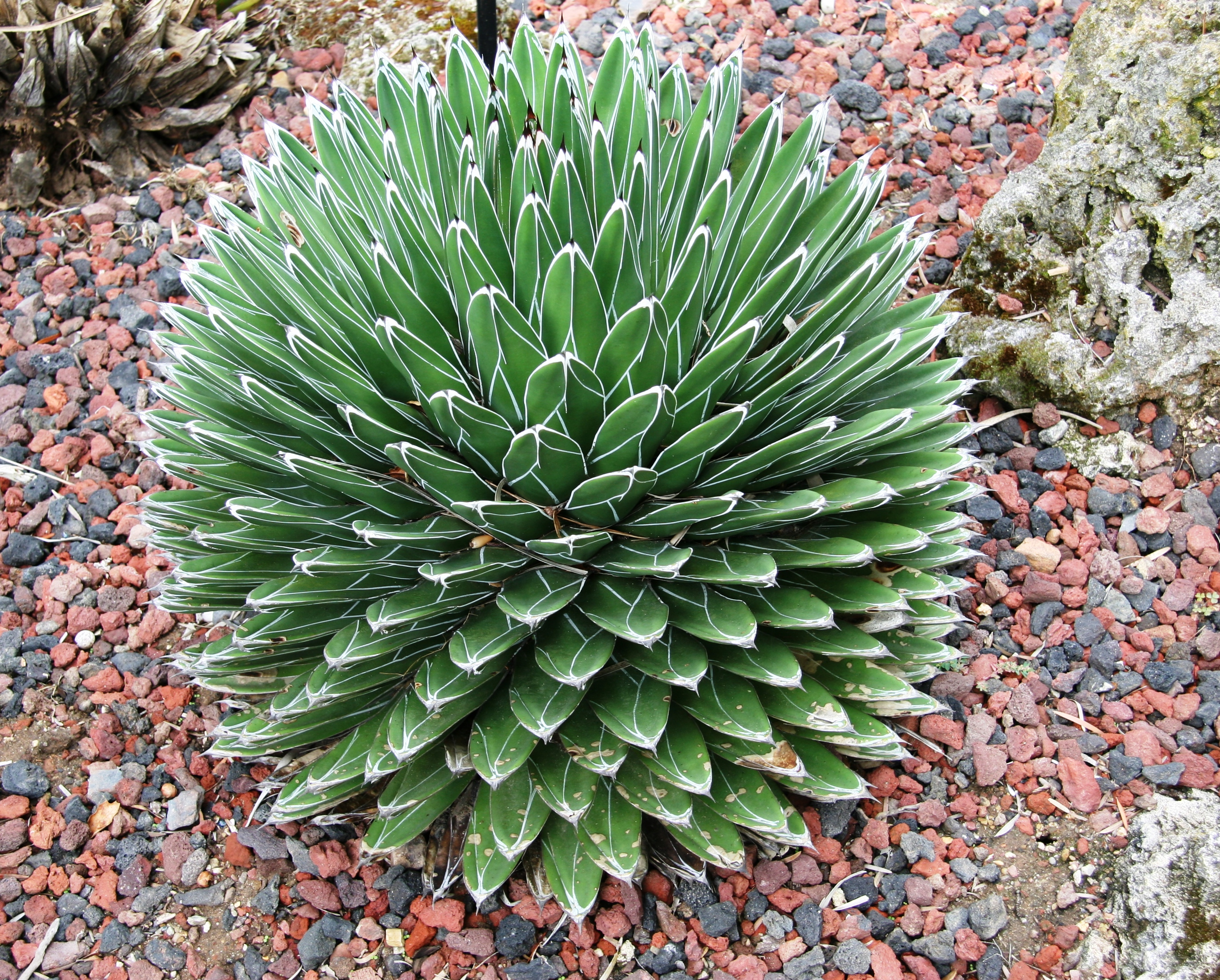
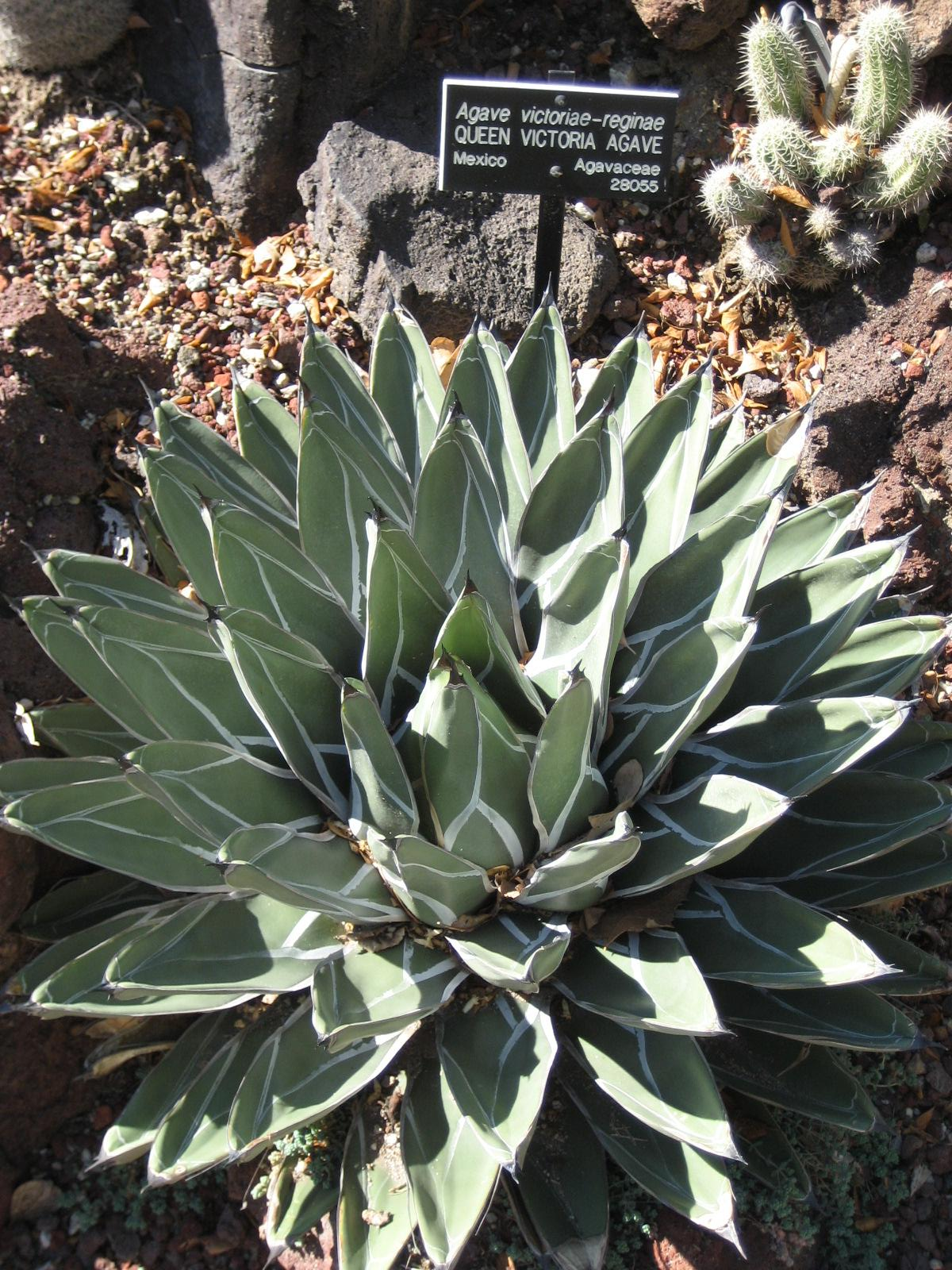
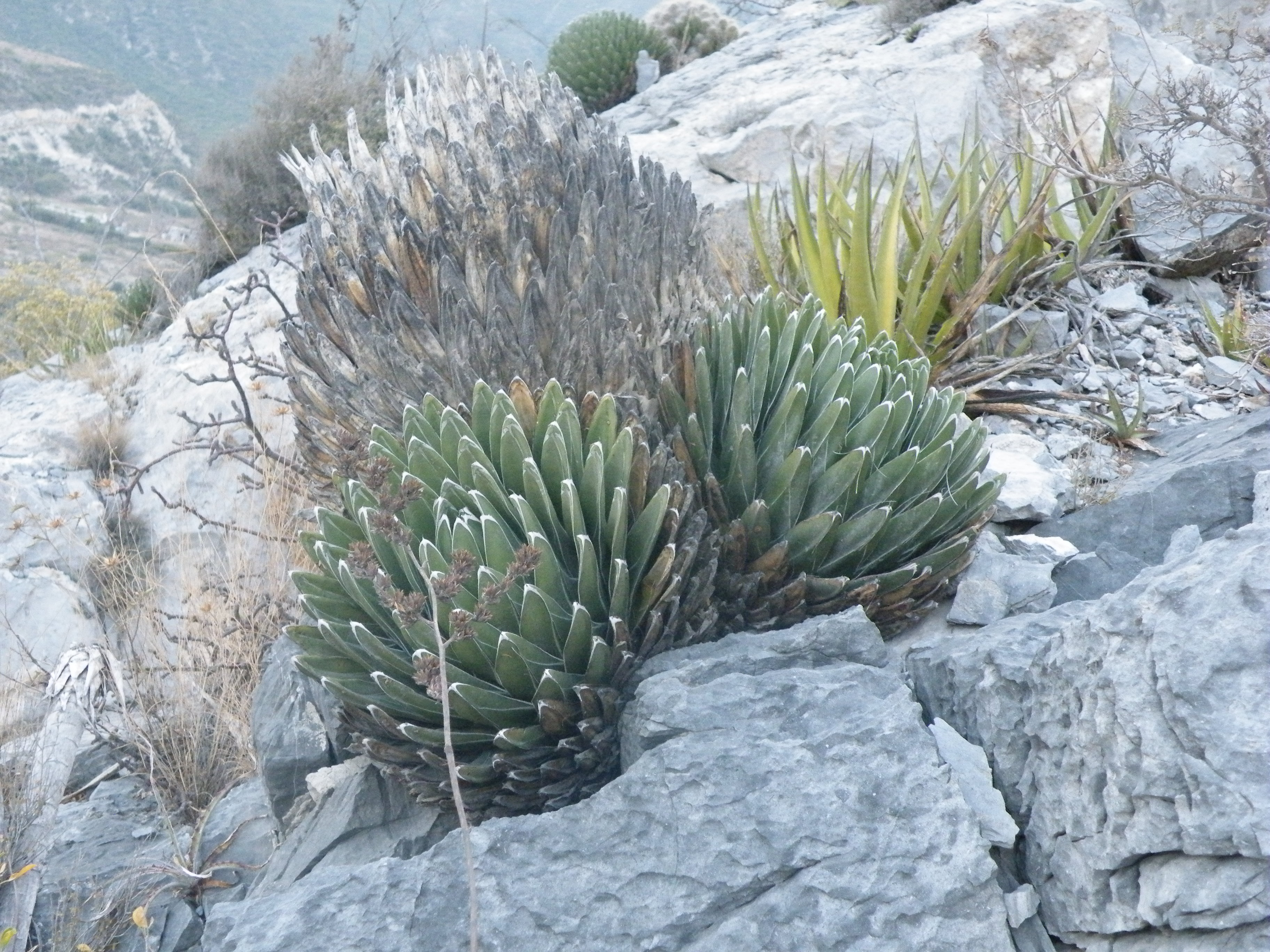
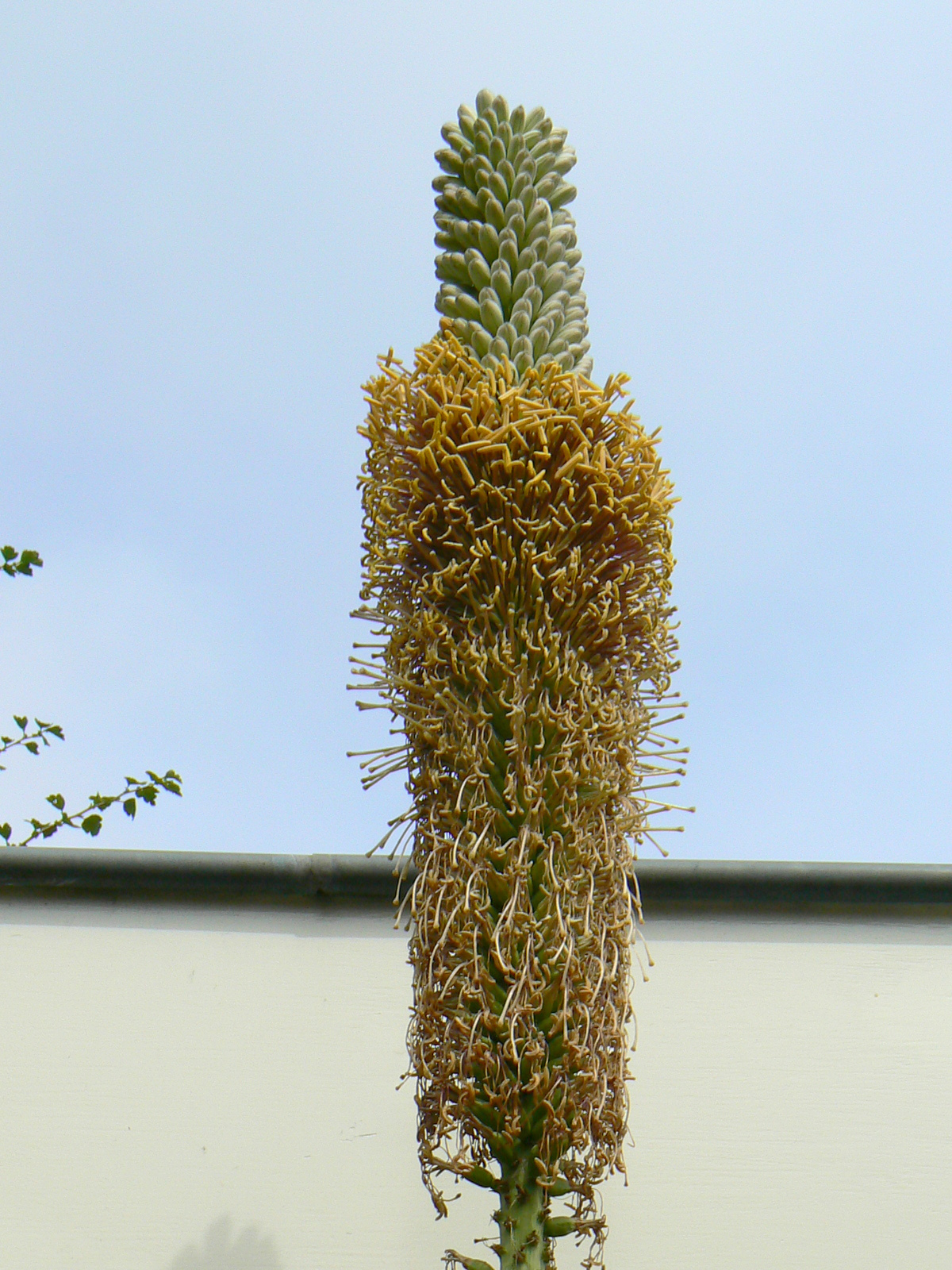
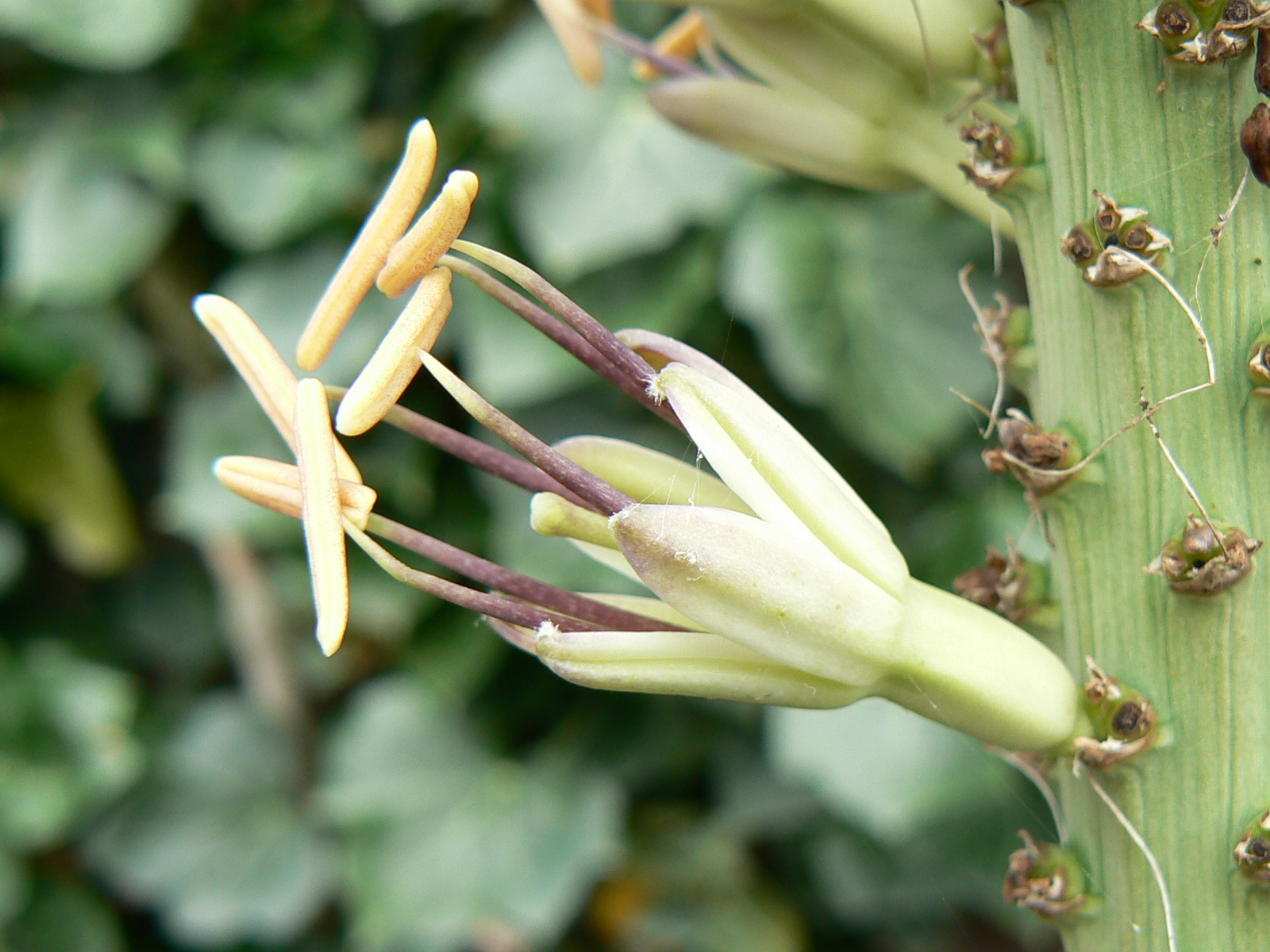